# Eliminatoria al Campeonato Sub-16 de la AFC de 2008
La eliminatoria al Campeonato Sub-16 de la AFC de 2008 contó con la participación de 43 selecciones infantiles de Asia que disputaron 15 plazas para la fase final del torneo a celebrarse en Uzbekistán junto al país anfitrión, pero 8 de los participantes fueron descalificados por alinear a jugadores inelegibles para el torneo.

## Grupo A
Los partidos se jugaron en Doha, Catar del 22 de octubre al 2 de noviembre.
| País       | J | G | E | P | GF | GC | GD  | PTS |
| ---------- | - | - | - | - | -- | -- | --- | --- |
| Siria      | 5 | 5 | 0 | 0 | 20 | 3  | +17 | 15  |
| Yemen      | 5 | 3 | 1 | 1 | 12 | 8  | +4  | 10  |
| Catar      | 5 | 3 | 0 | 2 | 11 | 11 | 0   | 9   |
| Omán       | 5 | 1 | 2 | 2 | 4  | 7  | -3  | 5   |
| Pakistán   | 5 | 1 | 1 | 3 | 5  | 10 | -5  | 4   |
| Kirguistán | 5 | 0 | 0 | 5 | 6  | 19 | -13 | 0   |

| Equipo 1   | Resultado | Equipo 2   |
| ---------- | --------- | ---------- |
| Siria      | 6-1       | Pakistán   |
| Omán       | 1-2       | Catar      |
| Yemen      | 3-2       | Kirguistán |
| Catar      | 1-0       | Pakistán   |
| Yemen      | 1-1       | Omán       |
| Kirguistán | 0-3       | Siria      |
| Siria      | 3-0       | Catar      |
| Kirguistán | 0-2       | Omán       |
| Pakistán   | 0-1       | Yemen      |
| Omán       | 0-4       | Siria      |
| Catar      | 1-5       | Yemen      |
| Pakistán   | 4-2       | Kirguistán |
| Siria      | 4-2       | Yemen      |
| Pakistán   | 0-0       | Omán       |
| Kirguistán | 2-7       | Catar      |

## Grupo B
Los partidos se jugaron en Terán, Irán del 17 al 25 de octubre.
| País       | J                  | G                  | E                  | P                  | GF                 | GC                 | GD                 | PTS                |
| ---------- | ------------------ | ------------------ | ------------------ | ------------------ | ------------------ | ------------------ | ------------------ | ------------------ |
| Irán       | 4                  | 4                  | 0                  | 0                  | 17                 | 0                  | +17                | 12                 |
| Baréin     | 4                  | 2                  | 1                  | 1                  | 5                  | 9                  | -4                 | 7                  |
| Kuwait     | 4                  | 1                  | 1                  | 2                  | 6                  | 8                  | -2                 | 5                  |
| Nepal      | 4                  | 1                  | 0                  | 3                  | 7                  | 10                 | -3                 | 3                  |
| Jordania   | 4                  | 0                  | 1                  | 3                  | 4                  | 12                 | -8                 | 1                  |
| Afganistán | Abandonó el torneo | Abandonó el torneo | Abandonó el torneo | Abandonó el torneo | Abandonó el torneo | Abandonó el torneo | Abandonó el torneo | Abandonó el torneo |

| Equipo 1 | Resultado | Equipo 2 |
| -------- | --------- | -------- |
| Nepal    | 2-3       | Baréin   |
| Jordania | 3-3       | Kuwait   |
| Baréin   | 0-7       | Irán     |
| Nepal    | 3-1       | Jordania |
| Jordania | 0-2       | Baréin   |
| Irán     | 3-0       | Kuwait   |
| Jordania | 0-4       | Irán     |
| Kuwait   | 3-2       | Nepal    |
| Nepal    | 0-3       | Irán     |
| Baréin   | 0-0       | Kuwait   |

## Grupo C
Los partidos se jugaron en Dammam y Khobar, Arabia Saudita del 27 de octubre al 7 de noviembre.
| País           | J | G | E | P | GF | GC | GD  | PTS |
| -------------- | - | - | - | - | -- | -- | --- | --- |
| Irak           | 5 | 4 | 1 | 0 | 28 | 2  | +26 | 13  |
| India          | 5 | 4 | 1 | 0 | 18 | 2  | +16 | 13  |
| Arabia Saudita | 5 | 3 | 0 | 2 | 13 | 7  | +6  | 9   |
| Líbano         | 5 | 2 | 0 | 3 | 9  | 15 | -6  | 6   |
| Sri Lanka      | 5 | 1 | 0 | 4 | 3  | 22 | -19 | 3   |
| Bután          | 5 | 0 | 0 | 5 | 1  | 24 | -23 | 0   |

| Equipo 1       | Resultado | Equipo 2       |
| -------------- | --------- | -------------- |
| Arabia Saudita | 4-0       | Bután          |
| Líbano         | 5-0       | Irak           |
| India          | 6-0       | Sri Lanka      |
| Líbano         | 1-4       | Arabia Saudita |
| Irak           | 2-2       | India          |
| Sri Lanka      | 1-0       | Bután          |
| Líbano         | 0-3       | India          |
| Arabia Saudita | 5-0       | Sri Lanka      |
| Bután          | 0-11      | Irak           |
| India          | 3-0       | Arabia Saudita |
| Sri Lanka      | 0-7       | Irak           |
| Bután          | 1-4       | Líbano         |
| Arabia Saudita | 0-3       | Irak           |
| Bután          | 0-4       | India          |
| Líbano         | 4-2       | Sri Lanka      |

## Grupo D
Los partidos se jugaron en Abu Dhabi, UAE del 17 al 28 de octubre.
| País         | J | G | E | P | GF | GC | GD  | PTS |
| ------------ | - | - | - | - | -- | -- | --- | --- |
| Uzbekistán   | 5 | 4 | 1 | 0 | 17 | 7  | +10 | 13  |
| Tayikistán   | 5 | 3 | 1 | 1 | 12 | 6  | +6  | 10  |
| Turkmenistán | 5 | 2 | 2 | 1 | 8  | 8  | 0   | 8   |
| UAE          | 5 | 2 | 1 | 2 | 20 | 9  | +11 | 7   |
| Bangladés    | 5 | 1 | 0 | 4 | 14 | 19 | -5  | 3   |
| Palestina    | 5 | 0 | 1 | 4 | 4  | 26 | -22 | 1   |

| Equipo 1     | Resultado | Equipo 2     |
| ------------ | --------- | ------------ |
| Tayikistán   | 1-1       | Turkmenistán |
| Bangladés    | 9-1       | Palestina    |
| UAE          | 2-2       | Uzbekistán   |
| Bangladés    | 1-9       | UAE          |
| Uzbekistán   | 4-1       | Turkmenistán |
| Palestina    | 0-4       | Tayikistán   |
| Tayikistán   | 1-2       | Turkmenistán |
| Palestina    | 1-6       | UAE          |
| Turkmenistán | 3-1       | Bangladés    |
| UAE          | 2-3       | Tayikistán   |
| Uzbekistán   | 3-2       | Bangladés    |
| Turkmenistán | 1-1       | Palestina    |
| Tayikistán   | 3-1       | Bangladés    |
| Turkmenistán | 2-1       | UAE          |
| Palestina    | 1-6       | Uzbekistán   |

## Grupo E
Los partidos se jugaron en China.
| País      | J                  | G                  | E                  | P                  | GF                 | GC                 | GD                 | PTS                |
| --------- | ------------------ | ------------------ | ------------------ | ------------------ | ------------------ | ------------------ | ------------------ | ------------------ |
| China     | 4                  | 4                  | 0                  | 0                  | 28                 | 1                  | +27                | 12                 |
| Singapur  | 4                  | 3                  | 0                  | 1                  | 17                 | 3                  | +14                | 9                  |
| Mongolia  | 4                  | 1                  | 1                  | 2                  | 1                  | 13                 | -12                | 4                  |
| Guam      | 4                  | 1                  | 1                  | 2                  | 1                  | 13                 | -12                | 4                  |
| Macao     | 4                  | 0                  | 0                  | 4                  | 1                  | 18                 | -17                | 0                  |
| Filipinas | Abandonó el torneo | Abandonó el torneo | Abandonó el torneo | Abandonó el torneo | Abandonó el torneo | Abandonó el torneo | Abandonó el torneo | Abandonó el torneo |

| 1 de octubre de 2007 | Singapur                                       | 8 – 0   | Mongolia | NFTC Stadium, Hebei Province                         |                                                      |
|                      | Salim 5' 36' 79' 87' · Stanely 58' 59' 60' 65' | Reporte |          | Asistencia: 20 espectadores Árbitro(s): Sachiko Baba | Asistencia: 20 espectadores Árbitro(s): Sachiko Baba |

| 1 de octubre de 2007 | China | 12 – 0  | Macao | NFTC Stadium, Hebei Province                                  |                                                               |
|                      | Nan Yunqi 16' 20' 30' 51' · Wang Qingfeng 25' · Zhang Tianlong 29' · Jiang Xiaochen 36' · Guo Yi 56' 76' · Yu Baobao 83' 86' 89' | Reporte |       | Asistencia: 25 espectadores Árbitro(s): Mohd Yussof Mat Karim | Asistencia: 25 espectadores Árbitro(s): Mohd Yussof Mat Karim |

| 3 de octubre de 2007 | Singapur                                  | 4 – 0            | Guam | NFTC Stadium, Hebei Province                               |                                                            |
|                      | Stanely 23' · Shahfiq 34' 68' · Salim 39' | [Report Reporte] |      | Asistencia: 70 espectadores Árbitro(s): Valentin Kovalenko | Asistencia: 70 espectadores Árbitro(s): Valentin Kovalenko |

| 3 de octubre de 2007 | Mongolia | 0 – 5   | China                                                            | NFTC Stadium, Hebei Province                                        |                                                                     |
|                      |          | Reporte | Nan Yunqi 36' 45+1' 79' · Wang Qingfeng 37' · Jiang Xiaochen 54' | Asistencia: 25 espectadores Árbitro(s): Jaafar Alawi Jawad Mahfoodh | Asistencia: 25 espectadores Árbitro(s): Jaafar Alawi Jawad Mahfoodh |

| 5 de octubre de 2007 | Guam | 0 – 0   | Mongolia | NFTC Stadium, Hebei Province                          |                                                       |
|                      |      | Reporte |          | Asistencia: 11 espectadores Árbitro(s): Rustam Saidov | Asistencia: 11 espectadores Árbitro(s): Rustam Saidov |

| 5 de octubre de 2007 | Macao     | 1 – 4   | Singapur                                  | NFTC Stadium, Hebei Province                        |                                                     |
|                      | Trigo 40' | Reporte | Shahfiq 29' 79' · Fazli 47' · Stanely 56' | Asistencia: 5 espectadores Árbitro(s): Sachiko Baba | Asistencia: 5 espectadores Árbitro(s): Sachiko Baba |

| 7 de octubre de 2007 | Macao | 0 – 1   | Mongolia        | NFTC Stadium, Hebei Province                                 |                                                              |
|                      |       | Reporte | Bayanjargal 24' | Asistencia: 5 espectadores Árbitro(s): Mohd Yussof Mat Karim | Asistencia: 5 espectadores Árbitro(s): Mohd Yussof Mat Karim |

| 7 de octubre de 2007 | Guam | 0 – 9   | China                                                                                               | NFTC Stadium, Hebei Province                          |                                                       |
|                      |      | Reporte | Wang Qingfeng 7' 26' · Sun Dong 9' 58' 88' · Wang Tong 36' · Jiang Xiaochen 62' 64' · Nan Yunqi 80' | Asistencia: 10 espectadores Árbitro(s): Rustam Saidov | Asistencia: 10 espectadores Árbitro(s): Rustam Saidov |

| 9 de octubre de 2007 | Macao | 0 – 1   | Guam            | NFTC Stadium, Hebei Province                              |                                                           |
|                      |       | Reporte | Diambra Odi 86' | Asistencia: 5 espectadores Árbitro(s): Valentin Kovalenko | Asistencia: 5 espectadores Árbitro(s): Valentin Kovalenko |

| 9 de octubre de 2007 | China                        | 2 – 1   | Singapur | NFTC Stadium, Hebei Province                                       |                                                                    |
|                      | Nan Yunqi 57' · Sun Dong 65' | Reporte | Salim 4' | Asistencia: 6 espectadores Árbitro(s): Jaafar Alawi Jawad Mahfoodh | Asistencia: 6 espectadores Árbitro(s): Jaafar Alawi Jawad Mahfoodh |

## Grupo F
Los partidos se jugaron en Indonesia.
| País      | J | G | E | P | GF | GC | GD  | PTS |
| --------- | - | - | - | - | -- | -- | --- | --- |
| Japón     | 5 | 5 | 0 | 0 | 22 | 1  | +21 | 15  |
| Indonesia | 5 | 3 | 0 | 2 | 7  | 4  | +3  | 9   |
| Laos      | 5 | 3 | 0 | 2 | 12 | 3  | +9  | 9   |
| Camboya   | 5 | 1 | 2 | 2 | 3  | 15 | -12 | 5   |
| Vietnam   | 5 | 0 | 2 | 3 | 2  | 11 | -19 | 2   |
| Hong Kong | 5 | 0 | 2 | 3 | 1  | 13 | -12 | 2   |

| 24 de octubre de 2007 | Japón                      | 2 – 0   | Laos | Lebak Bulus Stadium, Yakarta                                |                                                             |
|                       | Uchida 54' · Shibasaki 70' | Reporte |      | Asistencia: 300 espectadores Árbitro(s): Valentin Kovalenko | Asistencia: 300 espectadores Árbitro(s): Valentin Kovalenko |

| 24 de octubre de 2007 | Vietnam             | 1 – 1   | Camboya | Lebak Bulus Stadium, Yakarta                         |                                                      |
|                       | Huỳnh Vân Thành 58' | Reporte | Keo 70' | Asistencia: 300 espectadores Árbitro(s): Cha Sung-Mi | Asistencia: 300 espectadores Árbitro(s): Cha Sung-Mi |

| 26 de octubre de 2007 | Hong Kong | 0 – 1   | Indonesia | Lebak Bulus Stadium, Yakarta                          |                                                       |
|                       |           | Reporte | Alan 47'  | Asistencia: 5,000 espectadores Árbitro(s): Lee Min-Hu | Asistencia: 5,000 espectadores Árbitro(s): Lee Min-Hu |

| 26 de octubre de 2007 | Camboya | 0 – 7   | Japón                                                   | Lebak Bulus Stadium, Yakarta                            |                                                         |
|                       |         | Reporte | Sugimoto 1' 13' 32' 78' 89' · Usami 30' · Haraguchi 66' | Asistencia: 300 espectadores Árbitro(s): Dilovar Orzuev | Asistencia: 300 espectadores Árbitro(s): Dilovar Orzuev |

| 28 de octubre de 2007 | Vietnam | 0 – 0   | Hong Kong | Lebak Bulus Stadium, Yakarta                                  |                                                               |
|                       |         | Reporte |           | Asistencia: 3,500 espectadores Árbitro(s): Arjunan Ajjagowder | Asistencia: 3,500 espectadores Árbitro(s): Arjunan Ajjagowder |

| 28 de octubre de 2007 | Indonesia        | 1 – 0   | Laos | Lebak Bulus Stadium, Yakarta                              |                                                           |
|                       | Reffa 63' (pen.) | Reporte |      | Asistencia: 6,500 espectadores Árbitro(s): Dilovar Orzuev | Asistencia: 6,500 espectadores Árbitro(s): Dilovar Orzuev |

| 30 de octubre de 2007 | Camboya       | 1 – 1   | Hong Kong        | Lebak Bulus Stadium, Yakarta                                  |                                                               |
|                       | Mony Udom 37' | Reporte | Fong Pak Lun 10' | Asistencia: 2,000 espectadores Árbitro(s): Valentin Kovalenko | Asistencia: 2,000 espectadores Árbitro(s): Valentin Kovalenko |

| 30 de octubre de 2007 | Japón                     | 2 – 1   | Indonesia        | Lebak Bulus Stadium, Yakarta                                  |                                                               |
|                       | Haraguchi 21' · Usami 29' | Reporte | Reffa 18' (pen.) | Asistencia: 7,000 espectadores Árbitro(s): Arjunan Ajjagowder | Asistencia: 7,000 espectadores Árbitro(s): Arjunan Ajjagowder |

| 1 de noviembre de 2007 | Laos                        | 2 – 1   | Vietnam             | Lebak Bulus Stadium, Yakarta                        |                                                     |
|                        | Vilayout 66' · Konekham 86' | Reporte | Hoàng Văn Nhuận 10' | Asistencia: 300 espectadores Árbitro(s): Lee Min-Hu | Asistencia: 300 espectadores Árbitro(s): Lee Min-Hu |

| 1 de noviembre de 2007 | Hong Kong | 0 – 7   | Japón                                                                  | Lebak Bulus Stadium, Yakarta                         |                                                      |
|                        |           | Reporte | Takagi 15' 40' · Mochizuki 19' · Haraguchi 39' · Doi 60' 68' · Ito 89' | Asistencia: 500 espectadores Árbitro(s): Cha Sung-Mi | Asistencia: 500 espectadores Árbitro(s): Cha Sung-Mi |

| 3 de noviembre de 2007 | India                  | 4 – 1   | Vietnam             | Lebak Bulus Stadium, Yakarta                                  |                                                               |
|                        | Alan 78' 81' 87' 90+3' | Reporte | Nguyễn Dinh Lợi 62' | Asistencia: 6,000 espectadores Árbitro(s): Valentin Kovalenko | Asistencia: 6,000 espectadores Árbitro(s): Valentin Kovalenko |

| 3 de noviembre de 2007 | Laos                                                                                 | 6 – 0   | Camboya | Lebak Bulus Stadium, Yakarta                                |                                                             |
|                        | Soukaphone 24' · Kita 41' · Ketsada 63' (pen.) · Vilayout 69' 75' · Keoviengphet 77' | Reporte |         | Asistencia: 300 espectadores Árbitro(s): Arjunan Ajjagowder | Asistencia: 300 espectadores Árbitro(s): Arjunan Ajjagowder |

| 5 de noviembre de 2007 | Japón                                            | 4 – 0   | Vietnam | Lebak Bulus Stadium, Yakarta                        |                                                     |
|                        | Doi 33' · Ito 36' · Shibahara 48' · Miyaichi 75' | Reporte |         | Asistencia: 500 espectadores Árbitro(s): Lee Min-Hu | Asistencia: 500 espectadores Árbitro(s): Lee Min-Hu |

| 5 de noviembre de 2007 | Laos                              | 4 – 0   | Hong Kong | Lebak Bulus Stadium, Yakarta                           |                                                        |
|                        | Kita 23' 55' · Soukaphone 31' 84' | Reporte |           | Asistencia: 1,500 espectadores Árbitro(s): Cha Sung-Mi | Asistencia: 1,500 espectadores Árbitro(s): Cha Sung-Mi |

| 5 de noviembre de 2007 | Camboya     | 1 – 0   | Indonesia | Lebak Bulus Stadium, Yakarta                              |                                                           |
|                        | Sotheth 85' | Reporte |           | Asistencia: 6,000 espectadores Árbitro(s): Dilovar Orzuev | Asistencia: 6,000 espectadores Árbitro(s): Dilovar Orzuev |

## Grupo G
Los partidos se jugaron en Singapur.
| País            | J                  | G                  | E                  | P                  | GF                 | GC                 | GD                 | PTS                |
| --------------- | ------------------ | ------------------ | ------------------ | ------------------ | ------------------ | ------------------ | ------------------ | ------------------ |
| Corea del Norte | 2                  | 1                  | 1                  | 0                  | 4                  | 0                  | +4                 | 4                  |
| Australia       | 2                  | 1                  | 1                  | 0                  | 2                  | 0                  | +2                 | 4                  |
| Malasia         | 2                  | 0                  | 0                  | 2                  | 0                  | 6                  | -6                 | 0                  |
| Timor Oriental  | Abandonó el torneo | Abandonó el torneo | Abandonó el torneo | Abandonó el torneo | Abandonó el torneo | Abandonó el torneo | Abandonó el torneo | Abandonó el torneo |
| Maldivas        | Abandonó el torneo | Abandonó el torneo | Abandonó el torneo | Abandonó el torneo | Abandonó el torneo | Abandonó el torneo | Abandonó el torneo | Abandonó el torneo |
| Myanmar         | Abandonó el torneo | Abandonó el torneo | Abandonó el torneo | Abandonó el torneo | Abandonó el torneo | Abandonó el torneo | Abandonó el torneo | Abandonó el torneo |

| 17 de octubre de 2007 | Malasia | 0 – 2   | Australia               | Jalan Besar Stadium, Singapur                             |                                                           |
|                       |         | Reporte | Warren 14' · Babalj 26' | Asistencia: 200 espectadores Árbitro(s): Ram Krishna Gosh | Asistencia: 200 espectadores Árbitro(s): Ram Krishna Gosh |

| 19 de octubre de 2007 | Australia | 0 – 0   | Corea del Norte | Jalan Besar Stadium, Singapur                        |                                                      |
|                       |           | Reporte |                 | Asistencia: 500 espectadores Árbitro(s): Vo Minh Tri | Asistencia: 500 espectadores Árbitro(s): Vo Minh Tri |

| 21 de octubre de 2007 | Corea del Norte                                             | 4 – 0   | Malasia | Jalan Besar Stadium, Singapur                              |                                                            |
|                       | Ri Hyok-Chol 8' 35' · Rim Kwang-Hyok 48' · Jong Il-Gwan 62' | Reporte |         | Asistencia: 269 espectadores Árbitro(s): Chawalit Sananwai | Asistencia: 269 espectadores Árbitro(s): Chawalit Sananwai |

## Grupo H
Los partidos se jugaron en Tailandia.
| País          | J | G | E | P | GF | GC | GD  | PTS |
| ------------- | - | - | - | - | -- | -- | --- | --- |
| Corea del Sur | 4 | 3 | 0 | 1 | 28 | 5  | +23 | 9   |
| Tailandia     | 4 | 2 | 0 | 2 | 15 | 7  | +8  | 6   |
| China Taipéi  | 4 | 1 | 0 | 3 | 2  | 33 | -31 | 3   |

| 17 de octubre de 2007 | Corea del Sur | 11 – 0  | China Taipéi | Rajamangala Stadium, Bangkok                           |                                                        |
|                       | Rim Chang-Woo 31' · Lim Dong-Cheon 32' 50' · Lee Chang 43' 49' 74' · Lee Seung-Min 62' · Cho Min-Woo 68' · Kim Dong-Min 72' · Lee Jong-Ho 85' · Tien Chih-Yuan 90' (a.g.) | Reporte |              | Asistencia: 100 espectadores Árbitro(s): Masaki Iemoto | Asistencia: 100 espectadores Árbitro(s): Masaki Iemoto |

| 19 de octubre de 2007 | China Taipéi                         | 2 – 1   | Tailandia     | Rajamangala Stadium, Bangkok                          |                                                       |
|                       | Lin Chang-Fa 29' · Chang Hao-Wei 75' | Reporte | Poemtawee 44' | Asistencia: 200 espectadores Árbitro(s): Huang Junjie | Asistencia: 200 espectadores Árbitro(s): Huang Junjie |

| 21 de octubre de 2007 | Tailandia | 1 – 4   | Corea del Sur                                                           | Rajamangala Stadium, Bangkok                           |                                                        |
|                       | Srisai 8' | Reporte | Lee Dong-Nyck 53' · Lee Chang 70' · Lee Jong-Ho 76' · Lee Seung-Min 87' | Asistencia: 200 espectadores Árbitro(s): Masaki Iemoto | Asistencia: 200 espectadores Árbitro(s): Masaki Iemoto |

| 24 de octubre de 2007 | China Taipéi | 0 – 12  | Corea del Sur | Suphachalasai Stadium, Bangkok                       |                                                      |
|                       |              | Reporte | Lee Chang 18' 43' 55' 69' · Lee Jong-Ho 19' 21' 87' · Kim Jin-Su 49' 62' · Lee Seung-Min 71' · Nam Seung-Woo 86' · Joo Ik-Seong 90+1' | Asistencia: 50 espectadores Árbitro(s): Huang Junjie | Asistencia: 50 espectadores Árbitro(s): Huang Junjie |

| 26 de octubre de 2007 | Tailandia                                                                    | 9 – 0   | China Taipéi | Suphachalasai Stadium,       |                              |
|                       | Chuaisinuan 7' 74' · Duangfa 23' 39' 58' 78' · Chumuang 81' 89' · Yooyen 82' | Reporte |              | Asistencia: 150 espectadores | Asistencia: 150 espectadores |

| 28 de octubre de 2007 | Corea del Sur       | 1 – 4   | Tailandia                                      | Suphachalasai Stadium, Bangkok |                              |
|                       | Jung Dong-Cheol 55' | Reporte | Cheepnurat 35' · Chumuang 71' 80' · Yooyen 84' | Asistencia: 200 espectadores   | Asistencia: 200 espectadores |

## Clasificados
| - Australia - Baréin - China - India | - Indonesia - Irán - Japón - Corea del Sur | - Malasia - Arabia Saudita - Singapur - Siria | - Turkmenistán - UAE - Yemen - Uzbekistán (anfitrión) |  |